# Swing de Campo Grande
"Swing de Campo Grande" é a quarta faixa do disco Acabou Chorare (1972) dos Novos Baianos. Composta por Paulinho Boca de Cantor (e cantada por ele) e Luiz Galvão, com música de Moraes Moreira, ela representa um episódio interessante do grupo, que também marca o comportamento hippie deles. Sua letra alude ao carnaval e possui forte carga mística; um guia de música escrito por David Bowman e Paul Terry recomenda a listen to Swing de Campo Grande and notice the distinctive guitar sound. Segundo Boca de Cantor, letrista da canção, os militares da ditadura imaginavam que os Novos Baianos fossem "terroristas fantasiados de hippies" e que começaram a caçá-los; certa vez, ele conheceu um rezador que aconselhava tranquilidade nas horas difíceis e dizia: "vocês [Os Novos Baianos] são gente legal. O mal não colocará seus olhos em vós." O rezador então ensinou a simpatia que foi parar na letra da canção: "Quando receberem mau-olhado, virem 'toco', virem 'moita'." Para o grupo, isso significou disfarçar, passar pelos postos da Polícia Rodoviária e olharem para si mesmos, para suas próprias línguas, assim ninguém os veria, e, de fato, eles ficaram cinco anos sem pagar o IPVA do automóvel.

## Regravações
- O grupo carioca de samba e choro Casuarina, em seu segundo disco, Certidão, de 2007, pela Biscoito Fino.
- O grupo Fino Coletivo regravou em seu segundo disco, Copacabana, de 2010.

## Ficha técnica
Ficha dada por Maria Luiza Kfouri:
- Paulinho Boca de Cantor: voz e pandeiro
- Baby Consuelo: afoxé
- Dadi Carvalho: baixo elétrico
- Jorginho Gomes: cavaquinho
- Moraes Moreira: violão
- Pepeu Gomes: craviola